# Martyn LeNoble

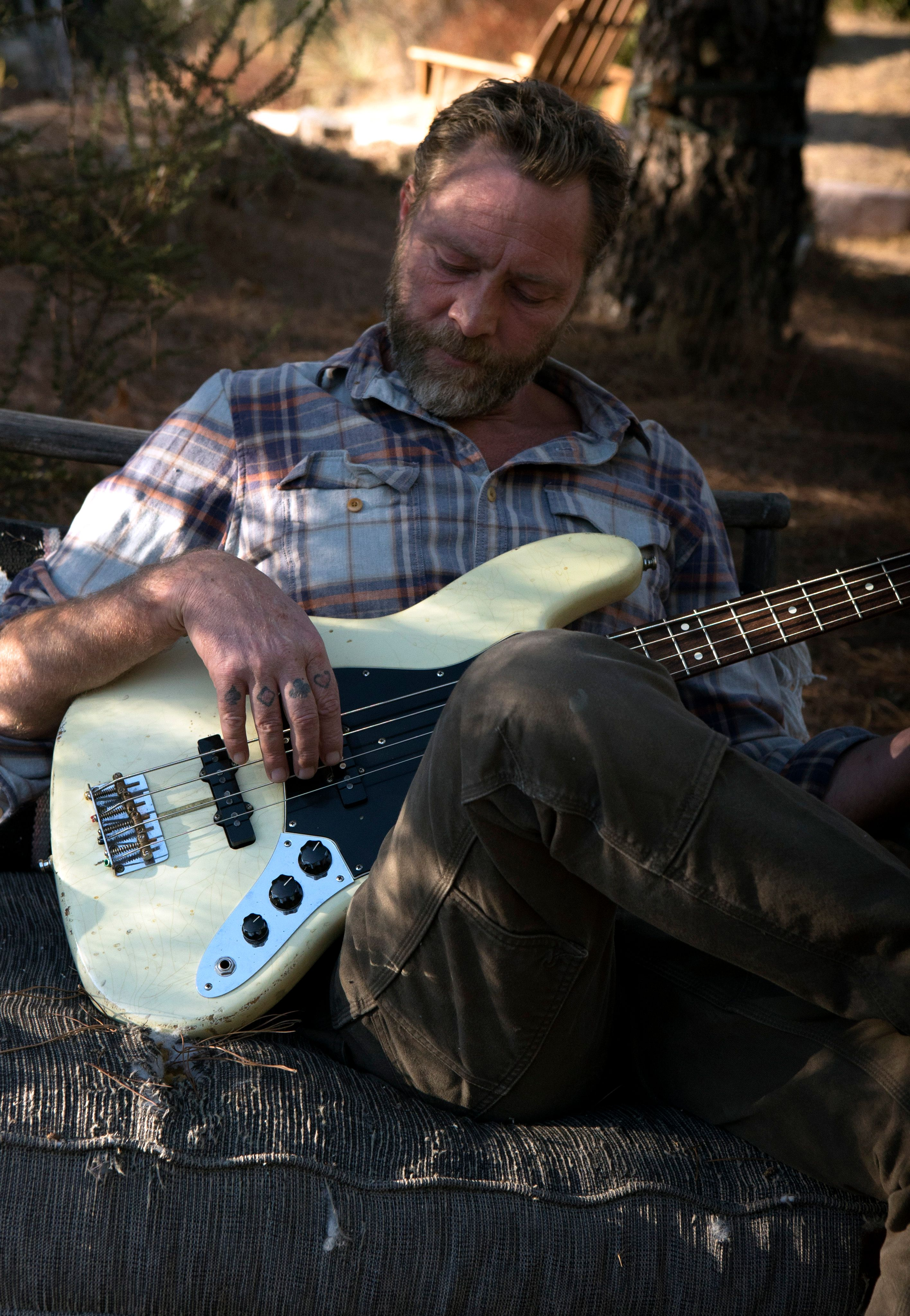
Martyn LeNoble (2020)

Martyn LeNoble (niederländisch: Martijn LeNoble; geboren am 14. April 1969 in Vlaardingen) ist ein niederländischer Musiker. Er spielte unter anderem den Bass bei der US-amerikanischen Rockband Porno for Pyros und war eine Zeit lang Mitglied der Band The Cult.

## Leben
LeNoble begann schon als 14-Jähriger seine Musikkarriere als Bassist in einer holländischen Punkrockband. 1989 übersiedelte er nach Los Angeles und spielte mit Thelonious Monster und The Too Free Stooges. 1992 begleitete er Peter DiStefano, Stephen Perkins und Perry Farrell bei Porno for Pyros.
Neben dem Bass spielt er auch andere Instrumente: Gitarre, Keyboard, Cello und Programming. 
Während seiner umfangreichen Karriere wirkte LeNoble an CD-Produktionen und war mit Künstlern und Bands wie Jane’s Addiction, The Cult, Dave Gahan, Mark Lan, Scott Weiland, Mark Lanegan, Soulsavers, Daniel Lanois, Maria McKee, Sarah McLachlan, Layne Staley, Tom Morello, Mike Martt und Josh Klinghoffer auf Tournee. Derzeit arbeitet er hauptsächlich an Filmmusik für Kinofilme und TV-Serien.
2008 lernte LeNoble die US-amerikanische Schauspielerin Christina Applegate kennen. Nachdem LeNoble und Applegate im Jahr 2011 Eltern einer Tochter wurden, heirateten sie im Februar 2013.

## Diskografie
- Thelonious Monster – Beautiful Mess (1992) Capitol Records
- Porno for Pyros – Porno for Pyros (1993) Warner Bros
- Porno for Pyros – Good God’s Urge (1996) Warner Bros
- Scott Weiland – 12 Bar Blues (1998) Atlantic Records
- Class of ’99 – The Faculty (1998) Sony
- Perry Farrell – Rev (compilation) (1999) Warner Bros
- Banyan – Anytime At All (1999) Cyber/Octave
- The Cult – Beyond Good and Evil (2001) Atlantic
- Perry Farrell – Song Yet to Be Sung (2001) Virgin
- Mike Martt – Tomorrow Shines Bright (2003) Superscope Records
- Jane’s Addiction – Strays (2003) Capitol
- Dave Gahan – Live Monsters (2004) Mute
- Keith Caputo – A Fondness For Hometown Scars (2008) Suburban Records
- Soulsavers – Broken (2009) V2 Records Columbia
- DR.U (Chris Catena) – Alieni Alienati (2012) Valery Records / Frontiers / Edel
- Mark Lanegan Band – Blues Funeral (2012) 4AD
- Soulsavers – The Light the Dead See (2012) V2 Records
- Mark Lanegan Band – No Bells on Sunday EP (2014) Flooded Soil/Vagrant Records
- Mark Lanegan Band – Phantom Radio (2014) Flooded Soil/Vagrant Records